# Alfred Paluzie i Lucena
Alfred Paluzie i Lucena   (Barcelona, 27 de juny de 1870 - Barcelona, 17 de gener de 1943) fou un arquitecte modernista establert a Olot com a arquitecte municipal durant més d'onze anys.

## Biografia
Nascut a Barcelona, el 1870, va obtenir el títol d'arquitecte el 1897. Poc després, es va establir a Olot i va començar a projectar diversos edificis i a reformar-ne d'altres.
La introducció del modernisme a Olot va arribar amb un cert retard amb relació a d'altres ciutats catalanes. Feia poc més de 50 anys que s'havien enderrocat les muralles de la vila. A principis del segle xx, diversos regidors locals es van queixar de que la vila no tingués un arquitecte municipal, i el 1902 van fer un concurs públic amb aquesta plaça. Paluzie s'hi va presentar al concurs, juntament amb Josep Batet i finalment fou designat arquitecte municipal el 10 de juliol de 1902.
Les seves remodelacions sovint transformaven radicalment la construcció prèvia, com es pot veure a la Casa Masllorens, de 1902, ubicada al carrer de Sant Cristòfol, 14, on destaquen finestres de la planta baixa, amb ferros forjats i la decoració d'àligues bicèfales al balcó de la primera planta, influenciades per l'heràldica medieval. També va convertir tots els interiors de la casa, seguint l'estil coup de fouet. Aquesta obra va ser la seva carta de presentació a la ciutat, aportant-li nous encàrrecs. Una altra remodelació que va esdevenir una icona del modernisme local fou la Casa Gaietà Vila (1905), on es pot observar una integració de les arts aplicades, a més del gust per les noves formes. El drat de ferro forjat ubicat al balcó lateral del primer pis dona el nom popular amb què és coneguda la casa.
El 1903 li van oferir continuar amb els esforços de l'arquitecte i urbanista Esteve Pujol per a plantejar una possible ampliació urbana a Olot. Va acceptar i l'1 de desembre de 1906 va presentar al consistori el «Proyecto de mejora y reforma de la Villa de Olot», un dibuix de 92,5 cm x 190 cm, on es presentava una proposta d'eixamples per ampliar la ciutat pel costat est, sud-oest i cap al nord, acompanyant-lo d'altres plànols més detallats. El projecte estava inspirat en la política higiènica d'una ciutat moderna, fet que comportaria que Olot aconseguís el títol de ciutat només un any després, el 1907. El projecte va ser aprovat un mes després i es va difondre entre els veïns, que van anar fent propostes de canvis i petites reclamacions fins que la versió final del pla va ser aprovada el 16 de novembre de 1909.
Al mateix temps, Paluzie va ampliar el seu negoci, obrint una oficina a Barcelona i compaginant totes dues feines, fins que va renunciar al càrrec d'arquitecte municipal el 1913, cedint-lo a l'arquitecte gironí Joan Roca i Pinet, qui assumiria el càrrec el 30 de novembre de 1913.
A Olot, l'ampliació proposada per Paluzie seria continuada anys després per Manuel Malagrida, un indià que després de fer fortuna a Argentina va tornar a la ciutat i va dissenyar un barri residencial distribuït dins de dues zones radials, símbols d'Espanya i Amèrica, unides per un pont anomenat pont de Colom.
A Barcelona, Paluzie va continuar treballant com a arquitecte, i entre els seus treballs més destacats a la capital es troben la Casa Marià Farriols (1914) i la Villa Tibidabo (1918).

## Obra
Al llarg de la seva trajectòria, Alfred Paluzie es va anar adaptant a les possibilitats i als gustos dels seus clients, equilibrant les seves propostes estètiques amb la voluntat de fre a la creativitat ornamental que sovint tenien els clients, així com primant l'ús de materials d'ús corrent, amb l'objectiu de no encarir excessivament el resultat de l'obra, fet que ha provocat que amb els anys, moltes de les seves construccions necessitessin diverses reformes o restauracions.

### Edificis destacats
- Casa Masllorens
- Casa Escubós
- Casa Gaietà Vila
- Casa Gassiot
- Reformes a la Casa Solà Morales
- Casa Mas CollellMir

### Llista d'edificis a la Garrotxa
| Nom                                                     | Tipus              | Propietari       | Data                    | Adreça                                   | Municipi                 | Imatge |
| ------------------------------------------------------- | ------------------ | ---------------- | ----------------------- | ---------------------------------------- | ------------------------ | ------ |
|                                                         | Habitatge          | Joaquim Sellas   | octubre 1902            | C/ Hospici (desaparegut)                 | Olot                     |        |
| Casa Masllorens                                         | Habitatge          | Manel Masllorens | desembre 1902           | C/ Sant Cristòfol, 14                    | Olot                     |        |
|                                                         | Habitatge          | Joaquim Pujolà   | gener 1903              | C/Valls Vells(desaparegut)               | Olot                     |        |
| Casa Gaietà Vila                                        | Habitatge          | Gaietà Vila      | juny 1903               | C/ Roser. 13                             | Olot                     |        |
| Església de Les Preses                                  | Façana i campanars | Parròquia        | Entorn 1904             | Plaça de l'Església                      | Les Preses               |        |
|                                                         | Escoles            |                  | abril 1905              | (Modificat per a altres usos)            | CastellFollit de la Roca |        |
| Casa Gaietà Vila                                        | Habitatge          | GaietàVila       | Maig, juny ijuliol 1905 | PI. Rector Ferrer, 8                     | Olot                     |        |
| Casa Escubós                                            | Habitatge          | Nonet Escubós    | agost 1905              | C/Major, 22                              | Olot                     |        |
|                                                         | Tanca i habitatge  | Esteve Legares   | Oct. 1905-des. 1906     | C/Vilanova, 7                            | Olot                     |        |
|                                                         | Habitatge          | Joan Danès       | juny 1906               | C/Proa, 11                               | Olot                     |        |
| Casa Prat                                               | Habitatge          | Lluïsa Prat      | setembre 1906           | C/Sant Ferriol, 46                       | Olot                     |        |
|                                                         | Habitatge          | Marià Jolis      | novembre 1906           | C/Sant Esteve, 30                        | Olot                     |        |
| Casal als carrers Bellaire, Clivillers, Serra i Ginesta | Habitatge          | Josep Peris      | setembre 1907           | C/ Clivillers, Serra, Ginesta i Bellaire | Olot                     |        |
|                                                         | Ampliació fàbrica  | Josep Artigas    | setembre 1907           | C/ Paraires (desaparegut)                | Olot                     |        |
|                                                         | Habitatge          | M. Gràcia Trasfí | novembre 1907           | PI. Palau, 15                            | Olot                     |        |
|                                                         | Central elèctrica  | Jaume Brutau     | maig 1909               | Av. Reis Catòlics (desaparegut)          | Olot                     |        |
|                                                         | Habitatge          | Esteve Legares   | gener 1910              | C/ Vilanova (desaparegut)                | Olot                     |        |
| Casa al carrer Joaquim Vayreda i ronda Fluvià           | Habitatge          | Esteve Fàbrega   | novembre 1910           | C/Joaquim Vayreda, 28                    | Olot                     |        |
| Casa Gassiot                                            | Habitatge          | Jaume Gassiot    | Gener i febrer 1911     | C/Sant Rafael, 22                        | Olot                     |        |
| Can Mas                                                 | Habitatge          | Miquel Mas       | març 1911               | C/ Lorenzana, 7                          | Olot                     |        |
| Habitatge al carrer Bisbe Vilanova, 20                  | Habitatge          | Guillem Castellà | agost 1911              | C/Vilanova. 20                           | Olot                     |        |
| Habitatge al carrer Bisbe Vilanova, 22                  | Habitatge          | Rossend Bohigas  | octubre 1911            | C/ Vilanova. 22                          | Olot                     |        |
| Habitatge al carrer Bisbe Vilanova, 16                  | Habitatge          | Irene Ubach      | abril 1912              | C/Vilanova, 16                           | Olot                     |        |
|                                                         | Habitatge          | Esteve Legares   | setembre 1915           | C/Vilanova (desaparegut)                 | Olot                     |        |
|                                                         | Habitatge          | Esteve Legares   | maig 1916               | C/ Vilanova (desaparegut)                | Olot                     |        |

## Llegat
Una part del seu fons documental es conserva a l'Arxiu Comarcal de la Garrotxa.